# Anna María Aveta
Anna María Aveta (...) è un'attrice italiana, particolarmente attiva negli anni sessanta.

## Biografia
Anna María Aveta inizia la sua carriera di attrice nel 1958. Tra i lavori più interessanti possiamo citare le sue partecipazioni nei film Il demonio (1963) di  Brunello Rondi e nel film Il ribelle di Castelmonte, regia di Vertunnio De Angelis (1964).
Per la televisione viene ricordata per le sue partecipazioni nelle miniserie Obiettivo Luna (1964) e Risurrezione (1965).
Alla fine degli anni '60 si ritira dalle scene.

## Filmografia

### Cinema
- Il mondo dei miracoli, regia di Luigi Capuano (1959)
- Esterina, regia di Carlo Lizzani (1959)
- La Pica sul Pacifico, regia di Roberto Bianchi Montero (1959)
- Meravigliosa, regia di  Carlos Arévalo e Siro Marcellini (1960)
- L'oro di Roma, regia di Carlo Lizzani (1960)
- Dal sabato al lunedì, regia di Guido Guerrasio (1962)
- Il demonio, regia di Brunello Rondi (1963)
- Milano nera, regia di  Gian Rocco e Pino Serpi (1964)
- Il magnifico cornuto, regia di Antonio Pietrangeli (1964)
- Il ribelle di Castelmonte, regia di Vertunnio De Angelis (1964)
- L'ultimo rififì, regia di Juan García Atienza (1964)
- Un amore, regia di Gianni Verruccio (1965)
- Marcia nuziale, regia di Marco Ferreri episodio Igiene coniugale (1965)
- La lunga notte di Veronique, regia di Gianni Verruccio (1966)
- Il fischio al naso, regia di Ugo Tognazzi (1967)

### Televisione
- Canne al vento[1] (1958) – miniserie TV
- Una bella domenica di settembre (1962) – film TV
- Una volta nella vita (1963) – film TV
- Peppino Girella (1963) – miniserie TV
- Notturno a New York (1963) – film TV
- Obiettivo luna (1964) – miniserie TV
- La coda del diavolo, regia di Leonardo Cortese,  trasmesso il 17/07/1964 sul programma nazionale
- Resurrezione (1965) – miniserie TV